# Konrad Rupf
Konrad Rupf (* 23. Mai 1929 in Pöhlau bei Zwickau; † 29. April 2013 in Chemnitz) war ein deutscher Opernsänger (Bassbariton).

## Leben
Rupf erhielt zunächst privat Gesangsunterricht in Weimar und besuchte die Musikhochschule Weimar. Weiterführende Studien erfolgten an der Musikhochschule Berlin. Sein erstes Festengagement erhielt er 1955 am Stadttheater Cottbus; dort debütierte er als Dulcamara in der Oper Der Liebestrank. Bis 1958 war Rupf festes Ensemblemitglied am Stadttheater Cottbus. Dort erarbeitete er in drei Spielzeiten 21 neue Fachpartien.
1958 wechselte er an das Opernhaus Chemnitz. Rupf sang dort Rollen aus dem seriösen Bassfach; ebenso gehörten Bassbuffo-Partien und Partien für Charakterbass zu seinem Repertoire. Hauptrollen, die Rupf am Opernhaus Chemnitz sang, waren unter anderem: Osmin in Die Entführung aus dem Serail, Sarastro in Die Zauberflöte, Leporello in Don Giovanni, Don Pizarro in Fidelio, Kaspar in Der Freischütz, Hans Sachs in Die Meistersinger von Nürnberg, die Titelrolle in Mathis der Maler, Porgy in Porgy and Bess und die Titelrolle in der Oper Puntila von Paul Dessau.
1980 wurde er an die Oper Leipzig engagiert; dort blieb er bis 1984 fest im Ensemble. Er sang dort unter anderem erneut Hans Sachs, außerdem König Marke in Tristan und Isolde, Gurnemanz in Parsifal (Spielzeit 1982/1983) und Don Alfonso in Così fan tutte.
Rupfs Repertoire umfasste insgesamt (mit Haupt- und Nebenrollen) fast 130 Opernpartien.
Er gastierte mehrfach an der Staatsoper Dresden. Im März 1973 sang er dort in der Uraufführung der Oper Levins Mühle von Udo Zimmermann. 1999 trat er dort als Feri von Kerekes (Feri Bácsi) in der Operette Die Csárdásfürstin auf.
Er gastierte an der Komischen Oper Berlin (1988 als Zaccaria in Nabucco), an der Nationaloper Budapest (1977) und an der Oper Bratislava. An der Berliner Staatsoper sang er Juli 1989 die Rolle des Napoleon in der Uraufführung der Oper Graf Mirabeau von Siegfried Matthus. 1993 sang er am Teatro Verdi Triest nochmals die Rolle des Hans Sachs. 1996 trat er am Landestheater Dessau in dem Bühnenwerk Der Silbersee von Kurt Weill auf. Er trat im Laufe seiner Karriere auch als Konzertsänger hervor. Im Jahre 2003 zog er sich nach einem letzten Auftritt als Milchmann Tevje in dem Musical Der Fiedler auf dem Dach bei den Landesbühnen Sachsen in den Ruhestand zurück.
Von 1980 bis 1990 hatte er einen Lehrauftrag an der Musikhochschule Leipzig inne. 1980 wurde er zum Kammersänger ernannt. 1985 bekam er den Nationalpreis der DDR III. Klasse für Kunst und Literatur für herausragende gesangliche und darstellerische Leistungen. Rupf war Ehrenmitglied der Oper Leipzig.
Konrad Rupf lebte nach seinem Abschied von der Bühne in Chemnitz.

## Tondokumente
Von Konrad Rupf liegen einige Tondokumente vor. 1970 sang Rupf die Titelrolle der Oper Gianni Schicchi in einer deutschsprachigen Gesamtaufnahme. Die Aufnahme wurde 1973 auf Schallplatte bei dem Schallplattenlabel Eterna veröffentlicht. In einer Studioaufnahme sang er 1973 den Doktor in der Oper Wozzeck; Dirigent war Herbert Kegel. Die Aufnahme wurde 1974 auf Schallplatte ebenfalls bei dem Label Eterna veröffentlicht. In einer Live-Aufnahme aus der Hamburgischen Staatsoper ist er unter der musikalischen Leitung von Ingo Metzmacher als Erster Handwerksbursch in der Oper Wozzeck von Alban Berg zu hören. Die Aufnahme wurde 1988 bei dem Label EMI veröffentlicht. Außerdem existieren Rundfunkaufnahmen und Rundfunkmitschnitte. 1977 sang er in einer Rundfunkproduktion des Leipziger Rundfunks die Rolle des Dorfrichters Adam in der Oper Der zerbrochene Krug von Fritz Geißler.
1974 wirkte er in der Kinderoper Pinocchios Abenteuer von Kurt Schwaen in einer Gesangsrolle als Feuerfresser mit; die Aufnahme erschien 1974 bei dem Hörspiellabel LITERA.